# António Gentil Martins
António Gentil da Silva Martins GOIH • GCIH (Lisboa, Lapa, 10 de Julho de 1930) é um conceituado cirurgião plástico e cirurgião pediatra português, celebrizado pelas várias operações de separação de gémeos siameses que liderou.

## Biografia
É filho do Tenente Dr. António Augusto da Silva Martins, também Médico e ex-campeão de tiro e participante nos Jogos Olímpicos de Verão de 1924, em Paris, neto materno de Francisco Gentil, fundador do Instituto Português de Oncologia, e irmão de Francisco Gentil da Silva Martins, Grã-Cruz da Ordem do Mérito a título póstumo a 4 de Fevereiro de 1989. O seu pai faleceu quando tinha apenas três meses.
Frequentou o Liceu Pedro Nunes, em Lisboa.
Toca violino, joga ténis e participou nos Jogos Olímpicos de Verão de 1960 na modalidade de tiro com pistola automática a 25 metros. Foi também campeão de Portugal de ténis, pelos juniores, e campeão de Lisboa de badminton. 
Tem em 2025 8 filhos e filhas (6 residentes em Lisboa e os outros na Suécia e Angola ) e 27 netos e 7 bisnetos.

## Carreira
É Licenciado em Medicina pela Faculdade de Medicina da Universidade de Lisboa desde 1953, onde integrou a Direção da Associação de Estudantes. Depois fez o internato dos hospitais civis dois anos e quando estava a meio do internato de cirurgia pediátrica teve uma bolsa para ir para Londres onde se especializou em cirurgia plástica e cirurgia pediátrica.
Foi Chefe de Serviço de Cirurgia Pediátrica do Hospital de Dona Estefânia durante 34 anos, 8.º Bastonário da Ordem dos Médicos de 1977 a 1986, e Presidente da Associação Médica Mundial de 1979 a 1983. É Sócio Honorário do MIL: Movimento Internacional Lusófono.
Separou sete pares de gémeos. A primeira operação de separação de siamesas foi em 1978 no bloco operatório do Hospital Dona Estefânia, em Lisboa. As meninas, então com quatro meses e meio, nasceram unidas pelo abdómen.
A 30 de Julho de 1984 foi feito Grande-Oficial da Ordem do Infante D. Henrique e a 8 de Junho de 2009 foi elevado a Grã-Cruz da mesma Ordem.
Reformou-se em 2000 embora continue a fazer a prática clínica de cirurgia pediátrica..
Foi membro da Comissão de Honra do Prémio Femina de 2011.
Recebeu o prémio Miller Guerra de Carreira Médica em 2015, pela Ordem dos Médicos.

## Polémica
Defendeu numa entrevista publicada na Revista E do semanário Expresso que a homossexualidade é uma anomalia. Na mesma entrevista, Martins condenou ainda a paternidade adquirida por via de barriga de aluguer para pais solteiros, criticando o caso de Cristiano Ronaldo, que tratou com termos derrogatórios. Instaurado um inquérito pela Ordem dos Médicos, viria a apresentar desculpas à família do jogador, sem se retratar completamente nas demais questões médicas e políticas.